# Anna Sas
Anna Dsmitryjeuna Sas (belarussisch Анна Дзмітрыеўна Сас; * 6. Oktober 2003 in Minsk) ist eine belarussische Fußballspielerin.

## Leben

### Fußballkarriere

#### Vereinskarriere
Sas durchlief die Schulmannschaft der „SSS №4 g. Minsk“ und des FK Minsk. Sie gab am 29. März 2020 im Endspiel um den belarussischen Superpokal ihr Debüt im Erwachsenenbereich des FK Minsk, es folgte kurz darauf am 1. Mai 2020 ihr Debüt in der Meisterschaft von Belarus, als sie in der 78. Minute gegen Dnjapro Mahiljou eingewechselt wurde. Sie kam in der Debütsaison auf fünf Tore und spielte mit ihren Team, in der UEFA Women’s Champions League. Sas lief in zwei Spielzeiten in 45 Spielen der höchsten belarussischen Spielklasse für den FK Minsk auf, bevor sie im Februar 2022 in der Frauen-Bundesliga beim FC Carl Zeiss Jena unterschrieb.

#### Nationalmannschaft
Sas kam für die U-17 von Belarus von 2018 bis 2020 in zwölf Spielen zum Einsatz. Noch 16-jährig debütierte sie am 22. September 2020 für die belarussische A-Nationalmannschaft bei einem 2:0 gegen die Färöer-Inseln, wobei sie in der 61. Minute ihre Minsker Teamkollegin Anastasia Pobegailo ersetzte.

## Erfolge
- Belarussischer Super Cup: 2020